# Iwankiwci (rejon chmielnicki, obwód winnicki)
Iwankiwci (ukr. Іванківці) – wieś na Ukrainie, w obwodzie winnickim, w rejonie chmielnickim, w hromadzie Koziatyn. W 2001 liczyła 732 mieszkańców, spośród których 720 wskazało jako ojczysty język ukraiński, 11 rosyjski, a 1 białoruski